# 岩沼市
岩沼市（日语：／ Iwanuma shi */?）是位於日本宮城縣南部的市，地處阿武隈川的出海口左岸。當地人口多集中在岩沼車站周邊的市區。由於岩沼市為東北本線和常磐線、以及國道4號與國道6號的會合處，因此成為宮城縣內的交通要衝。而有利的交通條件吸引許多企業入駐當地，使岩沼市發展成工商業發達的城市。當地居民在對外通勤與就學上多依賴北邊的名取市和仙台市，市區東北部則坐落著東北地方的門戶仙台機場。

## 地理
岩沼市境內約18.7%的面積被山林覆蓋，30.1%的土地為農業用地。西部坐落著高館丘陵，東部的太平洋沿岸則為平原地區。阿武隈川流經南部邊界，並在東邊注入太平洋。阿武隈川的河水則多被當地的居民用於生活、農業和工業用水。岩沼市是宮城縣南部少數具有泥炭的地區，泥炭多分佈在市內的後背濕地與氾濫平原等低地，使當地的地面環境條件相當惡劣。在江戶時代奉伊達政宗之令開鑿的貞山運河流經東部地區並往北延伸。志賀澤川、五間堀川等河也流經市內。

### 氣候
岩沼市屬於太平洋側氣候。根據統計，2023年岩沼市的年均溫為14.8℃，年降雨量約767.5毫米。由於轄區東邊面向太平洋，因此夏季較不炎熱。冬季則受到黑潮影響，因此氣候較內陸地區溫暖，降雪量也較少。

## 歷史
岩沼市自繩紋時代便有人類居住，位於西北部的長岡和志賀等丘陵地帶曾發局出同時代的遺跡。承和9年（842年），小野篁出任陸奧國國司時從京都的伏見稻荷大社勸請至岩沼地區，並在當地建立日本三大稻荷之一的竹駒神社。岩沼地區在江戶時代作為奧州街道沿途的宿場町、竹駒神社的門前町與阿武隈川的河運據點而相當繁榮。
萬治3年（1660年），仙台藩第3代藩主伊達綱宗因沈溺酒色而荒廢政務，被江戶幕府要求隱居，並改由年僅2歲的伊達綱村出任仙台藩藩主。由於伊達綱村當時仍相當年幼，因此仙台藩內部決定由伊達宗勝和田村宗良擔任綱村的監護人，並分別封與兩人一關和岩沼的領地各3萬石。而一關藩和岩沼藩也於同年成立。寛文11年（1660年），田村宗良因在伊達騷動中處置不當而被處以閉門。田村宗良死後，田村氏的家主改由其子田村建顯擔任，並且因岩沼藩的財政惡化而移封至一關藩。岩沼藩也因此被廢藩。
明治22年（1889年）4月1日，日本在當地實施町村制，並設置岩沼町、玉浦村和千貫村。昭和30年（1955年）4月1日，岩沼町和玉浦村與千貫村合併。昭和46年（1971年）11月1日，岩沼町改制成現今的岩沼市。
2011年3月11日的東日本大震災在岩沼市引發震度6弱的地震，並造成當地共186人死亡、736棟房屋全毀與1606棟房屋半毀。

## 行政
現任市長佐藤淳一於2022年6月在選舉中當選，其任期將持續至2026年6月。

## 經濟
根據日本2020年的國勢調查統計，岩沼市的就業人口中約2.2%從事第一級產業，25.7%的就業人口從事第二級產業，68%則從事第三級產業。當地的農業以生產稻米、溫室蔬菜等農產品為主。而因為岩沼市内擁有竹駒神社等景點，因此當地也盛行觀光業。根據統計，2011年至2015年，岩沼市每年約有196萬至230萬的遊客到訪。2022年則受到嚴重特殊傳染性肺炎疫情的影響下降至150萬人次。

## 教育
岩沼市内共有4所小學校、4所中學校和1所高等學校（宮城縣名取高等學校）。根據2023年5月的統計，市內的小學校共有2331名學生，中學校共有1250名學生，高等學校則共有863名學生。

## 交通
岩沼市東北部設有仙台機場，為東北地方和日本對外的重要門戶。國道6號在市內與國道4號交會，仙台東部道路則穿越東部地區，並在該區域設置岩沼交流道。鐵路方面，東日本旅客鐵道的東北本線和常磐線皆通過岩沼市，並在市中心設置岩沼車站。

## 姐妹城市
岩沼市與以下日本城市為友好姐妹城市:
| 市町村   | 都道府縣 | 締結日期       |
| -------- | -------- | -------------- |
| 南國市   | 高知縣   | 1973年7月23日  |
| 尾花澤市 | 山形縣   | 1999年11月7日  |
| 袋井市   | 靜岡縣   | 2016年10月29日 |

岩沼市與以下日本城市為友好姐妹城市:
| 國家 | 城市             | 締結日期       |
| ---- | ---------------- | -------------- |
| 美国 | 納帕（加州）     | 1973年2月15日  |
| 美国 | 多佛（德拉瓦州） | 2003年11月17日 |

## 外部連結
- グリーンピア岩沼
- 岩沼市商工会
- 岩沼物語 （页面存档备份，存于）
- 岩沼市図書館 （页面存档备份，存于）
- 岩沼市議会 （页面存档备份，存于）
- エフエムいわぬま （页面存档备份，存于）